# Вооружённые силы Комор

Солдаты Сил обороны Комор маршируют в Морони

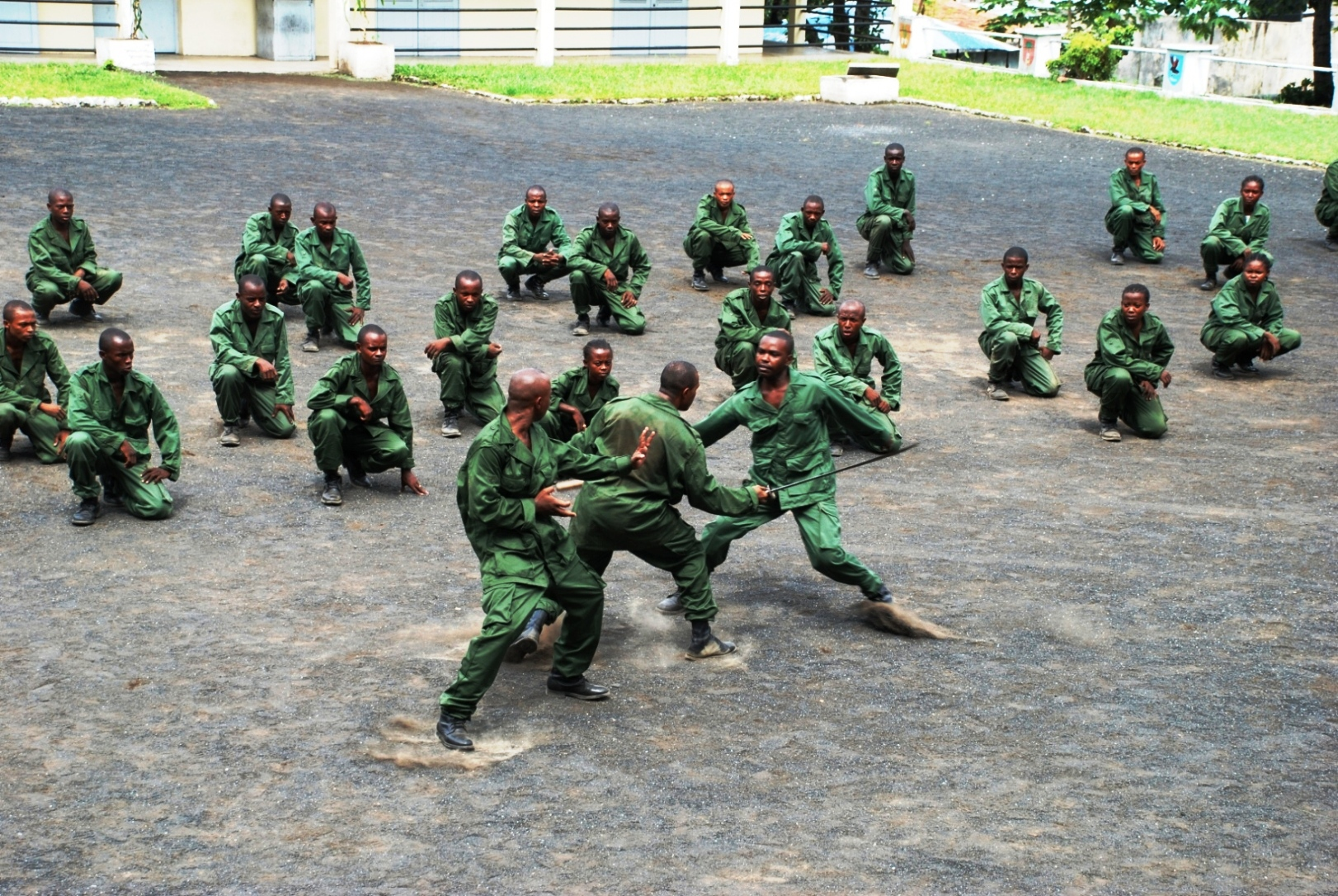
Солдаты Сил обороны Комор показывают навыки рукопашного боя

Коморские силы безопасности (фр. Armée nationale de développement, араб. الجيش القمري‎) состоят из небольшой регулярной армии и полиции в 500 человек, а также 500 членов сил обороны. Договор о взаимной обороне с Францией обеспечивает морские силы для защиты территориальных вод, обучение Коморских военнослужащих, и воздушное наблюдение. Франция держит несколько старших офицеров в правительстве Коморских островов. Франция имеет небольшую морскую базу и отряд иностранного легиона (DLEM) на Майотте.

## Оружие и техника
- FN FAL — автомат
- АК — автомат
- НСВ — станковый пулемёт
- РПГ-7 — ручной противотанковый гранатомёт
- Mitsubishi L200 — пикап

## Военно-воздушные силы
Силы безопасности Комор имеют только 4 воздушных судна:
| Тип                 | Производство | Назначение               | Модификация | Количество | Примечания |
| ------------------- | ------------ | ------------------------ | ----------- | ---------- | ---------- |
| Eurocopter Ecureuil | Франция      | многоцелевой вертолёт    | AS 350B     | 1          |            |
| Let L-410 Turbolet  | Чехословакия | транспортный самолёт     | L-410UVP    | 2          |            |
| Ми-14               | Россия       | противопожарный вертолёт | Ми-14ПЖ     | 1          |            |

Опознавательный знак Коморских ВВС

В дополнение к КСБ полиция имеет еще 6 воздушных судов, которые могут применяться для военных целей.
| Тип              | Производство | Назначение               | Модификация     | Количество | Примечания |
| ---------------- | ------------ | ------------------------ | --------------- | ---------- | ---------- |
| Aermacchi SF.260 | Италия       | Разведывательный самолёт | SF 260C SF 260W | 2 3        |            |
| Cessna 402       | США          | многоцелевой самолёт     |                 | 1          |            |

## Военно-морские силы
- 2 патрульных катера Йямаури — 41 тонн при полной нагрузке — введены в эксплуатацию в 1981 году